# پروفسور لیتون و دهکده اسرارآمیز
پروفسور لیتون و دهکده‌ی اسرارآمیز یک بازی پازل و ماجراجویی برای سیستم نینتندو DS است. این بازی توسط Level-5 در ژاپن توسعه و منتشر شد و به صورت جهانی توسط نینتندو منتشر گردید. این بازی در سال ۲۰۰۷ در ژاپن عرضه شد و سال بعد به صورت جهانی انتشار یافت. نسخه‌ ای از این بازی در استرالیا با محلی‌سازی انگلیسی بریتانیایی و آثار هنری اروپایی دوباره منتشر شد تا جایگزین محلی‌ سازی پیشین نسخه آمریکای شمالی گردد. دهکده‌ اسرارآمیز نخستین بازی از سری پروفسور لیتون است و پس از آن پروفسور لیتون و جعبه شیطانی منتشر شد.
نسخه‌ ای بهبود یافته برای تلفن همراه از دهکده اسرارآمیز، که شامل صحنه‌ های اضافی و تحت عنوان "نسخه HD برای موبایل" بود، در سال ۲۰۱۸ عرضه گردید. (Layton: Curious Village in HD)
لینک گوگل پلی بازی
این بازی حول محور پروفسور هرشل لیتون و شاگرد خودخوانده‌اش لوک ترایتون می‌چرخد که در حال بررسی دهکده خیالی سنت میستر هستند تا به سرنخی درباره یک اثر باستانی به نام سیب طلایی دست یابند. این میراث که بارون فقید به جا گذاشته، به‌عنوان آزمایشی برای تعیین وارث دارایی او پس از مرگش به‌شمار می‌رود. ساکنان سنت میستر علاقه خاصی به معماهای ذهنی دارند و اغلب از بازیکن می‌خواهند که با استفاده از صفحه لمسی، جواب معماها را پیدا کنند.
پروفسور لیتون و دهکدهٔ اسرارآمیز نقدهای مثبت زیادی دریافت کرد و به‌ خاطر روش ترکیب سبک‌ های ماجراجویی و پازل، همچنین به‌ خاطر صحنه‌ های انیمیشنی‌ اش مورد تحسین قرار گرفت. این بازی تنها در ژاپن بیش از یک میلیون نسخه فروخت و علاوه بر آن ۳.۱۷ میلیون نسخه در سراسر جهان به فروش رسید.

## گیم پلی

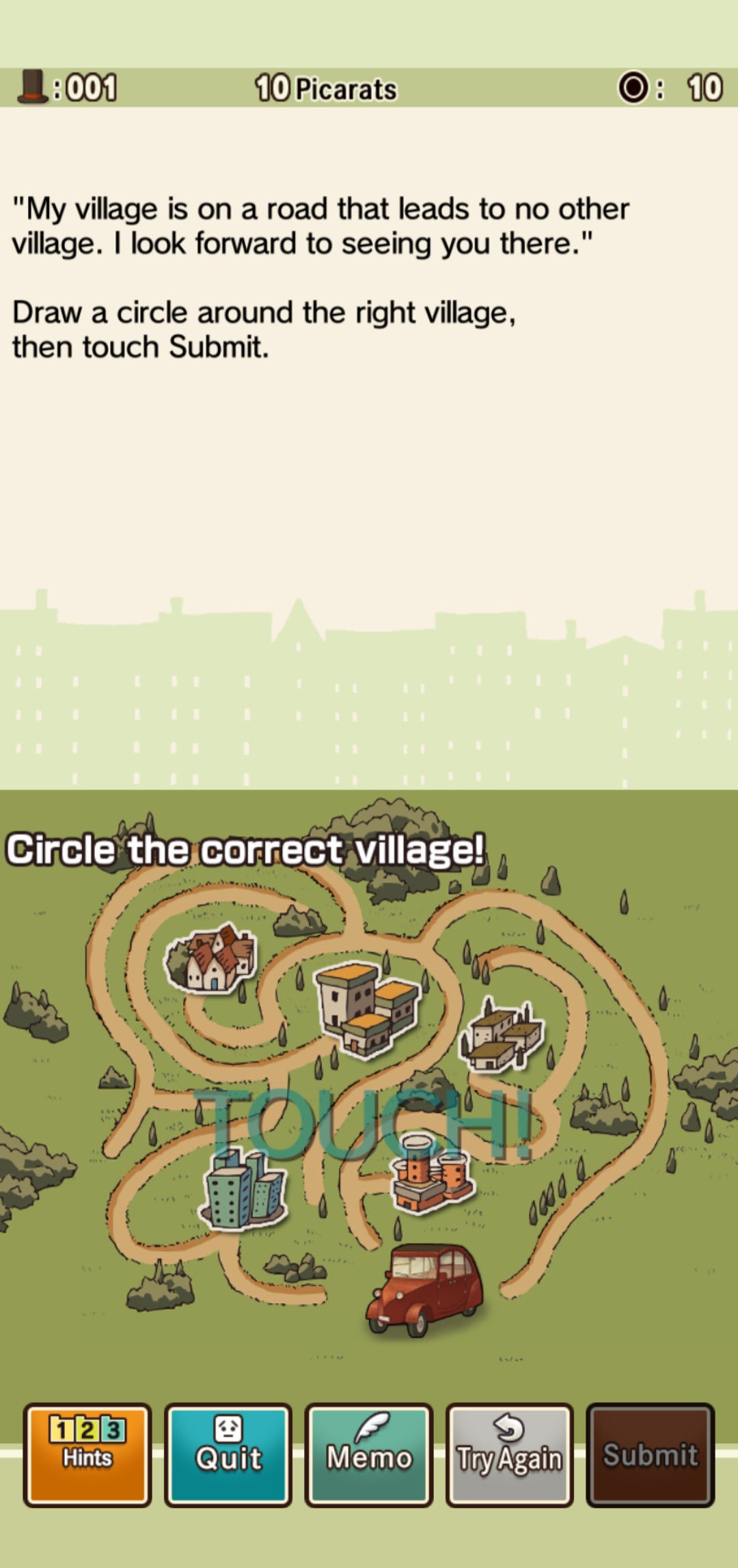
گیم پلی بازی لیتون دهکده اسرارآمیز

یکی از معماهای ابتدایی در پروفسور لیتون و دهکدهٔ اسرارآمیز:
صفحه شامل دو بخش بالایی و پایینی است. حل معما از طریق ورودی در صفحه پایین انجام می‌شود، در حالی که دستورالعمل‌ها در صفحه بالا نمایش داده می‌شوند. دهکده اسرارآمیز یک بازی ماجراجویی-پازل است. بازیکن کنترل حرکات پروفسور لیتون (با صدای کریستوفر میلر) و دستیار جوانش لوک (با صدای لنی مینلا در نسخهٔ انگلیسی آمریکایی و ماریا دارلینگ در نسخهٔ انگلیسی بریتانیایی) را بر عهده دارد تا در دهکدهٔ سنت میستر به دنبال "سیب طلایی" بگردند و سایر اسراری که در طول جستجویشان پدیدار میشود را حل کنند. دهکده سنت میستر به چندین بخش تقسیم شده است که برخی از آنها تا زمانی که داستان به نقطه ای خاص پیشرفت نکرده یا بازیکن تعداد مشخصی از معما ها را حل نکرده، غیرقابل دسترس می‌ مانند. بازیکن می‌تواند با لمس صفحه با شخصیت‌ها صحبت کند یا اشیاء را بررسی کند. شخصیت‌ها نیز از لیتون و لوک می‌خواهند که معماهایی را حل کنند؛ همچنین معماهای پنهانی نیز وجود دارند که با بررسی برخی اشیاء یافت می‌شوند. در جریان داستان، اگر معمای حل‌نشده‌ای دیگر قابل دسترسی نباشد (برای مثال اگر شخصی که آن را ارائه داده از صحنه رفته باشد)، آن معما در میانهٔ بازی در کلبه معماهای مادربزرگ ریدلتون در میدان دهکده ظاهر می‌شود.
معماها شامل چیستان‌ها، پازل‌های کشویی، معماهای منطقی و موارد دیگر هستند. به بازیکن هر معما و ارزش آن به‌صورت "پیکارات" ارائه می‌شود و زمان نامحدودی برای حل آن در اختیار دارد. هر معما دارای سه راهنمایی است، اما بازیکن باید برای دیدن هر راهنمایی یک "سکه راهنمایی" خرج کند. سکه‌های راهنمایی محدود هستند؛ بازیکن با ده سکه شروع می‌کند و می‌تواند با بررسی اشیاء مشکوک در اطراف دهکده، سکه‌های بیشتری پیدا کند. هنگامی که بازیکن پاسخ معما را پیدا کرد، بسته به نوع معما، ممکن است پاسخ را با انتخاب گزینه، کشیدن دایره در منطقه خاص، یا وارد کردن حروف یا اعداد در صفحه لمسی وارد کند. در صورت صحیح بودن پاسخ، پیکارات‌ها به امتیاز کل بازیکن اضافه می‌شوند و گاهی نیز با آیتمی پاداش می‌گیرند. اگر پاسخ نادرست باشد، بازیکن می‌تواند بی‌نهایت بار معما را تکرار کند، هرچند اولین و دومین اشتباه حدود ۱۰٪ از ارزش معما کم می‌کند (در مورد معماهای چندگزینه‌ای، کاهش بیشتر است). برخی از معماها نیز نیاز به ترتیب حرکات برای رسیدن به حالت نهایی دارند و نمی‌توان در آن‌ها پاسخ اشتباه داد. بازیکن می‌تواند هر زمان که بخواهد معما را بدون هزینه ترک کند و معمای دیگری را امتحان کند، اگرچه برخی از معماها برای پیشرفت ضروری هستند. پس از تکمیل معما، بازیکن می‌تواند هر زمان از طریق منوی بازی آن را دوباره حل کند.
به عنوان پاداش برای حل معما، بازیکن ممکن است یکی از سه آیتم را به‌دست آورد: قطعات دستگاه موسوم به "گیزموس"، اثاثیه یا قطعات پرتره که در مینی‌بازی‌های مربوطه از طریق کیف پروفسور قابل دسترسی هستند. گیزموس‌ها برای ساخت یک سگ رباتی استفاده می‌شوند که توانایی پیدا کردن سکه‌های راهنمایی و معماهای مخفی را دارد. اثاثیه را می‌توان در اتاق‌های لیتون و لوک در مهمانخانهٔ محلی چید، تا هر دو از چیدمان اتاق‌هایشان راضی باشند. قطعات پرتره شبیه پازل جورچین مونتاژ می‌شوند و پس از تکمیل، تصویری را نشان می‌دهند. با حل تمام ۱۲۰ معمای اصلی بازی و هر یک از این سه مینی‌بازی، بازیکن می‌تواند تا ۱۵ معمای جایزه از منوی اصلی دسترسی پیدا کند. بازی همچنین به بازیکنان امکان می‌دهد به اینترنت وصل شوند و بیش از ۲۵ معمای جدید را در بازی باز کنند.
اولین معمای قابل باز کردن در روز انتشار بازی در دسترس بود و معماهای جدید به‌صورت هفتگی به مدت نیم سال، هر یکشنبه عرضه می‌شدند. پس از ۲۰ مه ۲۰۱۴، امکان دانلود محتوای اضافی وجود نداشت، زیرا سرویس اتصال وای‌فای نینتندو در آن تاریخ متوقف شد.
در میان ویژگی‌های جایزه نیز "در پنهان" وجود دارد که با وارد کردن کدی که در منوی مشابهی در دنبالهٔ بازی، پروفسور لیتون و جعبهٔ شیطانی یافت می‌شود، باز می‌شود. پس از باز شدن، بازیکن می‌تواند با کلیک بر روی در، به طرح‌های مفهومی از شخصیت‌های مختلف بازی دسترسی پیدا کند.
یک نسخه‌ی دموی قابل بازی از دهکدهٔ اسرارآمیز تا زمانی که ادوبی پشتیبانی از Adobe Flash Player را متوقف کرد، در وب‌سایت رسمی آن قابل بازی بود.

## داستان
ترتیب وقایع بسته به انتخاب‌های بازیکن ممکن است متفاوت باشد، اما خط اصلی داستان تغییر نمی‌کند.
بازی با ورود باستان‌شناس هرشل لیتون و دستیار جوانش لوک به شهر سنت میستر آغاز می‌شود. آن‌ها توسط نامه‌ای از بانو دالیا، همسر بیوه بارون آگوستوس رینهولد، به شهر دعوت شده‌اند. بارون در آخرین وصیت‌نامه خود گفته که هرکس بتواند معمای سیب طلایی را حل کند، میراث او را به دست خواهد آورد؛ چندین نفر تلاش کرده و شکست خورده‌اند. لیتون و لوک وارد شهر می‌شوند و متوجه می‌شوند که اکثر ساکنان به معماها و چیستان‌ها علاقه‌مند هستند، که لیتون و لوک در حل آن‌ها مهارت دارند. آن‌ها برجی بزرگ و بی‌قاعده در یک طرف شهر مشاهده می‌کنند که هیچ‌کس به آن دسترسی ندارد و شب‌ها صداهای عجیبی از آن شنیده می‌شود. لیتون و لوک با بانو دالیا و دیگر اعضای خانواده، از جمله سیمون، گوردون و خدمتکاران خانواده، دیدار می‌کنند. پیش از آنکه بحث درباره معما را بیشتر کنند، صدای بلندی شنیده می‌شود و گربه بانو دالیا از در فرار می‌کند. لیتون و لوک گربه را پیدا کرده و به عمارت بازمی‌گردند و می‌بینند که سیمون به قتل رسیده و کارآگاه مشهور، بازرس چلمی، در حال تحقیق است. چلمی ابتدا به آن دو مشکوک می‌شود، اما سپس به آن‌ها می‌گوید که از تحقیقات کنار بمانند. با این حال، متیو، پیش‌خدمت عمارت بارون، به لیتون درباره چرخ‌دنده کوچکی که در نزدیکی جسد سیمون پیدا کرده، اطلاع می‌دهد.
با ادامه جستجو برای سیب طلایی، لیتون و لوک شاهد ربوده شدن یکی از خدمتکاران دالیا، رامون، می‌شوند. مردی عجیب رامون را در کیسه‌ای می‌گذارد؛ آن‌ها تعقیبش می‌کنند، اما نمی‌توانند او را بگیرند، اگرچه چرخ‌دنده‌ای مشابه آنچه قبلاً یافته بودند پیدا می‌کنند. با این حال، حیرت‌زده می‌شوند زیرا رامون روز بعد به‌عنوان اینکه هیچ اتفاقی نیفتاده است باز می‌گردد. آن‌ها به بررسی شهر ادامه می‌دهند و به برج بلندی که همه از آن‌ها خواسته‌اند دوری کنند، نزدیک می‌شوند، اما در نهایت توسط دختری جوان به پارک تفریحی متروک شهر هدایت می‌شوند. هنگام کاوش در چرخ‌وفلک، فردی شرور با استفاده از کنترل از راه دور، چرخ را از جای خود جدا می‌کند و آن را به‌سمت لیتون و لوک روانه می‌کند. آن‌ها به‌سختی از چرخ فرار می‌کنند که در نهایت یک ساختمان قفل‌شده را ویران می‌کند. با بررسی ویرانه‌ها، کلیدی به شکل برج پیدا می‌کنند و لیتون ایده‌ای دربارهٔ آنچه در دهکده در جریان است پیدا می‌کند. این دو نزد چلمی برمی‌گردند، که لیتون متوجه می‌شود او یک جاعل است. مرد خود را به‌عنوان دشمن دیرینه خودخوانده لیتون، دان پائولو، معرفی می‌کند که به‌دنبال سیب طلایی برای خودش است و سعی کرده بود با استفاده از چرخ‌وفلک، لیتون را از صحنه حذف کند. پائولو پیش از آنکه لیتون بتواند او را دستگیر کند، فرار می‌کند. لوک از پروفسور درباره دان پائولو و دلیل انتقام‌خواهی او می‌پرسد. لیتون تنها می‌داند که دان پائولو یک نابغه علمی شرور است، اما دلیل نفرت پائولو از خود را نمی‌داند، که نشان می‌دهد این دو پیش از این هرگز یکدیگر را ملاقات نکرده‌اند.
با همراهی لوک، لیتون به سمت برج می‌رود و با استفاده از کلید، دیوار مخفی در بن‌بست را باز می‌کند. درون برج، مردی را می‌بینند که پیشتر رامون را ربوده بود و نامش برونو است. با کمک برونو، لیتون حقیقت را کشف می‌کند: همهٔ ساکنان سنت میستر ربات‌هایی هستند که توسط بارون و برونو ساخته شده‌اند تا هوش کسانی که به دنبال سیب طلایی می‌آیند را به چالش بکشند؛ به همین دلیل، همه به معماها علاقه‌مند هستند. سیمون نمرده، بلکه دچار نقص فنی شده است؛ به همین شکل، برونو نیز رامون را جمع‌آوری کرده بود تا او را تعمیر کند. با حل معمای سنت میستر، لیتون و لوک از برج بالا می‌روند و در طول مسیر معماهای بیشتری حل کرده و با شخصیت‌های فرعی ملاقات می‌کنند. در نهایت، این دو به بالای برج می‌رسند و با کلبه‌ای زیبا مواجه می‌شوند. درون کلبه، دختری جوان که قبلاً دیده بودند، در انتظار است. او خود را به‌عنوان فلورا رینهولد، تنها دختر بارون، معرفی می‌کند. او همان "سیب طلایی" است که ربات‌ها تا رسیدن او به سن بلوغ محافظتش کرده‌اند.
پیروزی لیتون دیری نمی‌پاید، زیرا دان پائولو در یک ماشین پرنده بازمی‌گردد و شروع به تخریب برج می‌کند. لوک از پله‌ها فرار می‌کند، اما لیتون مجبور می‌شود تا با ساخت یک گلایدر، فلورا و خودش را به‌سلامت از برج در حال فروپاشی نجات دهد. دان پائولو، در حالی که ماشینش دچار نقص فنی شده، کیفی حاوی سیمون دزدیده‌شده را رها می‌کند. او قسم به انتقام می‌خورد و می‌رود، و سه نفر به‌سلامت به شهر بازمی‌گردند. هنگامی که فلورا پروفسور را در آغوش می‌گیرد و می‌خندد، نشانی شبیه سیب روی شانه او دیده می‌شود. هنگام بازگشت به عمارت رینهولد، لیتون متوجه می‌شود که گنج تنها فلورا نیست، زیرا نشانهٔ تولد او به گنجینهٔ بارون اشاره دارد. لوک کلیدی روی پرترهٔ فلورا در همان محل نشان تولد او پیدا می‌کند که به اتاق مخفی پر از طلا منتهی می‌شود.
پیامی صوتی از بارون که برای کسی که معما را حل کرده، ضبط شده است، لیتون را تبریک می‌گوید. بارون به فلورا می‌گوید که گنج را بردارد و توضیح می‌دهد که در صورت برداشتن آن، همهٔ ربات‌ها از کار خواهند افتاد. فلورا تصمیم می‌گیرد گنج را به‌عنوان سپاسی برای خدمات ربات‌ها و دوستان جدیدش به‌جا بگذارد. با پایان بازی، لیتون، لوک و فلورا، بدون برداشتن گنج، از سنت میستر خارج می‌شوند و به ساکنان اجازه می‌دهند که به زندگی خود ادامه دهند. در تیتراژ، این سه نفر (و دیگر شخصیت‌ها) در حال خندیدن و زندگی با یکدیگر نشان داده می‌شوند.
به‌عنوان اولین قسمت از یک سه‌گانه، داستان اصلی با پیامی مبنی بر "ادامه دارد" به پایان می‌رسد و تصویری از لوک و لیتون در ایستگاه قطار نشان داده می‌شود که اشاره‌ای به داستان پروفسور لیتون و جعبه پاندورا دارد.

## توسعه
پروفسور آکیرا تاگو از دانشگاه چیبا نظارت بر جهت‌گیری توسعه بازی را بر عهده داشت و آکیهیرو هینو، رئیس و مدیر عامل Level-5، به‌عنوان تهیه‌کننده خدمت می‌کرد. این بازی شامل کات‌سین‌های انیمیشنی است که توسط P.A. Works تولید شده‌اند.
خلق این بازی نتیجهٔ مستقیم علاقهٔ کودکی هینو به مجموعه کتاب‌های معمایی ورزش ذهن اثر تاگو بود که بیش از ۱۲ میلیون نسخه در ژاپن به فروش رسیده‌اند. بازی از بسیاری از معماهای کتاب‌های تاگو استفاده می‌کند که همگی برای پشتیبانی از استایلوس و صفحه لمسی DS تغییر یافته‌اند. تاگو ۳۰ معمای جدید به بازی اضافه کرد که مخصوصاً با در نظر گرفتن قابلیت‌های نینتندو DS طراحی شده‌اند.

## صوت
موسیقی متن بازی توسط توموهیتو نیشیورا و با تأثیرات سبکی فرانسوی ساخته شده است. آلبومی با عنوان Layton Kyouju to Fushigi na Machi Original Soundtrack تنها در ژاپن منتشر شد و شامل تمامی قطعات موسیقی بازی است. این آلبوم بازخوردهای متفاوتی از وب‌سایت‌های آنلاین دریافت کرد. وب‌سایت Square Enix Music Online به این آلبوم امتیاز ۶ از ۱۰ داد و آن را "مجموعه‌ای بی‌روح از قطعات موسیقی تکراری و مشابه از بازی" نامید. همچنین RPGFan Music اظهار داشت: "...موسیقی متن بیش از حد تکراری است تا بتوان آن را اثری خارق‌العاده دانست."
| موسیقی متن رسمی پروفسور لیتون و دهکده اسرارآمیز | موسیقی متن رسمی پروفسور لیتون و دهکده اسرارآمیز | موسیقی متن رسمی پروفسور لیتون و دهکده اسرارآمیز |
| شماره                                           | نام                                             | مدت                                             |
| ----------------------------------------------- | ----------------------------------------------- | ----------------------------------------------- |
| ۱.                                              | «تم پروفسور لیتون»                              | ۲:۱۰                                            |
| ۲.                                              | «آغاز ماجراجویی»                                | ۰:۲۹                                            |
| ۳.                                              | «سنت میستر»                                     | ۲:۵۹                                            |
| ۴.                                              | «درباره شهر»                                    | ۳:۱۰                                            |
| ۵.                                              | «معماها»                                        | ۱:۵۳                                            |
| ۶.                                              | «بارون رینهولد»                                 | ۲:۴۴                                            |
| ۷.                                              | «گره داستان»                                    | ۲:۱۰                                            |
| ۸.                                              | «مسیرهای پیچیده»                                | ۳:۲۲                                            |
| ۹.                                              | «نقاب شب»                                       | ۳:۵۵                                            |
| ۱۰.                                             | «کافه کرام»                                     | ۱:۴۵                                            |
| ۱۱.                                             | «تعقیب در شب»                                   | ۲:۲۷                                            |
| ۱۲.                                             | «دختر مرموز»                                    | ۳:۵۶                                            |
| ۱۳.                                             | «پارک تفریحی متروکه»                            | ۲:۴۶                                            |
| ۱۴.                                             | «دان پائولوی بزرگ»                              | ۳:۱۴                                            |
| ۱۵.                                             | «بیداری دهکده»                                  | ۱:۴۵                                            |
| ۱۶.                                             | «برج بلند»                                      | ۴:۵۸                                            |
| ۱۷.                                             | «خاطرات سنت میستر»                              | ۳:۰۷                                            |
| ۱۸.                                             | «عزیمت»                                         | ۱:۳۱                                            |
| ۱۹.                                             | «تم پایان»                                      | ۲:۵۶                                            |
| ۲۰.                                             | «تم پروفسور لیتون (نسخه زنده)»                  | ۳:۳۶                                            |
| ۲۱.                                             | «نقاب شب (نسخه زنده)»                           | ۵:۳۰                                            |
| ۲۲.                                             | «برج بلند (نسخه زنده)»                          | ۴:۴۲                                            |
| ۲۳.                                             | «تم پایان (نسخه زنده)»                          | ۲:۵۱                                            |
| ۲۴.                                             | «درباره شهر (کیفیت بالا)»                       | ۳:۱۶                                            |
| ۲۵.                                             | «بارون رینهولد (کیفیت بالا)»                    | ۲:۴۴                                            |
| ۲۶.                                             | «بیداری دهکده (کیفیت بالا)»                     | ۱:۴۷                                            |
| مجموع مدت:                                      | مجموع مدت:                                      | ۷۵:۴۸                                           |

## بازخورد
{{Video game reviews
| MC = ۸۵/۱۰۰>"Professor Layton and the Curious Village for DS Reviews". Metacritic. Archived from the original on 4 September 2010. Retrieved 31 March 2016.</ref>
| 1UP = A−
| AdvGamers = 
| | Destruct = ۸.۷/۱۰
| EGM = ۸.۸۳/۱۰
| Edge = ۷/۱۰
| EuroG = ۹/۱۰
| GI = ۷.۵/۱۰">Kato, Matthew (آوریل ۲۰۰۸). "Professor Layton and the Curious Village". Game Informer. No. 180. Archived from the original on 8 May 2008. Retrieved 30 May 2008.</ref>
| GamePro = ۳.۷۵/۵
| گردآورنده | امتیاز |
| --------- | ------ |
| متاکریتیک | ۸۵/۱۰۰ |

| ناشر                    | امتیاز |
| ----------------------- | --- |
| وان‌آپ.کام               | A− |
| Adventure ادونچر گیمرز  | [ ۲۴ ] |
| دستراکتید               | ۸.۷/۱۰ |
| اج                      | ۷/۱۰ |
| الکترونیک گیمینگ مانثلی | ۸.۸۳/۱۰ |
| یوروگیمر                | ۹/۱۰ |
| گیم اینفورمر            | ۷.۵/۱۰">Kato, Matthew (آوریل ۲۰۰۸). "Professor Layton and the Curious Village". Game Informer. No. 180. Archived from the original on 8 May 2008. Retrieved 30 May 2008.</ref> |
| گیم‌پرو                  | ۳.۷۵/۵ |
| گیم رولیشن              | B− |
| گیم‌اسپات                | ۹/۱۰ |
| گیم‌اسپای                | [ ۳۱ ] |
| گیم‌تریلرز               | ۹/۱۰ |
| گیم‌زون                  | ۹/۱۰ |
| جاینت بامب              | [ ۳۴ ] |
| آی‌جی‌ان                  | (استرالیا و بریتانیا) ۸.۵/۱۰ (آمریکا) ۸/۱۰ |
| نینتندو لایف            | ۹/۱۰ |
| نینتندو پاور            | ۸.۵/۱۰ |
| نینتندو ورلد ریپورت     | ۸/۱۰ |
| مجله رسمی نینتندو       | ۹۲% |
| دیلی تلگراف             | ۸/۱۰ |
| یو‌اس‌ای تودی             | [ ۴۲ ] |

دهکده اسرارآمیز بر اساس نظر مرورگر نقدهای Metacritic، بازخوردهای "مثبت" دریافت کرد. ترکیب ژانرهای بازی ماجراجویی و "آموزش مغز" مورد استقبال متفاوتی قرار گرفت. برخی از منتقدان بازی را به دلیل ترکیب موفق این دو ژانر تحسین کردند؛ 1UP.com اشاره کرد که رویکرد این بازی بسیار بهتر از بازی‌هایی است که در آن‌ها معماها به‌طور مستقیم در محیط گنجانده شده‌اند. برخی دیگر احساس کردند که این دو ژانر به‌خوبی در بازی با هم ترکیب نشده‌اند؛ مجله گیم اینفورمر اظهار داشت که در حالی که بازیکن با معماهای کوچک زیادی روبه‌رو است، اسرار داستان اصلی اساساً برای بازیکن حل شده هستند. گفته شد که بازی ارزش تکرار پایینی دارد؛ پس از حل همه معماها، دیگر نیازی به تجربه مجدد بازی وجود ندارد. ارائه بازی، از جمله سبک انیمیشن اروپایی و انیمیشن‌های کات‌سین، مورد تحسین منتقدان قرار گرفت. دارن ولز از مجله Hyper بازی را به دلیل "مفهوم هوشمندانه، با چیزهای زیادی برای حل و باز کردن و همچنین ارائه فوق‌العاده" تحسین کرد، اما انتقاد کرد که "برخی از معماها به نظر می‌رسد به زور اضافه شده‌اند و موسیقی نیز ممکن است آزاردهنده باشد". مجله Edge به این بازی امتیاز هفت از ده داد و نوشت: "پازل‌های زیادی وجود دارد، محیطی سرگرم‌کننده برای گشت‌وگذار و چیز کمی برای نپسندیدن. کاملاً جذاب است". مجله نینتندو پاور پایان بازی را یکی از بهترین‌ها در کنسول نینتندو معرفی کرد و به کشف‌های متعددی که بازیکنان در تیتراژ پایانی می‌یابند اشاره کرد. در ژاپن، مجله فامیتسو به بازی امتیاز سه هشت و یک نه، با مجموع امتیاز ۳۳ از ۴۰ داد.
یو‌اس‌ای تودی به این بازی امتیاز کامل ده ستاره داد و گفت: "در حالی که کودکان از سن ۸ سالگی می‌توانند از این معماها لذت ببرند، برخی از آن‌ها به دلیل نیاز به مفاهیم ریاضی پیشرفته ممکن است دشوار باشند. محدوده سنی مناسب برای این بازی، کودکان ۱۲ سال به بالا و حتی بزرگسالان است." A.V. Club به این بازی امتیاز A− داد و آن را "یک بسته درجه یک که باعث می‌شود به اندازه طراحان بازی به معماها علاقه‌مند شوید" توصیف کرد. دیلی تلگراف نیز به این بازی امتیاز ۸ از ۱۰ داد و آن را "یک بازی لذت‌بخش و یک افزوده عالی به کتابخانه DS" توصیف کرد و افزود: "همان‌طور که می‌گویند، مناسب برای کودکان در هر سنی، به اندازه کافی جذاب است تا شما را برای حل یک معمای دیگر به بازی وا دارد. دنباله‌اش را هم بیاورید!" در سال ۲۰۰۹، مجله رسمی نینتندو بازی را "زیبا، نوآورانه و فراگیر" توصیف کرد و آن را در جایگاه ۶۵ در فهرست بزرگ‌ترین بازی‌های نینتندو قرار داد.
دهکده اسرارآمیز بیش از ۷۰۰,۰۰۰ نسخه در ژاپن در سال ۲۰۰۷ فروخت. این بازی در سه هفته اول انتشار، پرفروش‌ترین بازی برای نینتندو DS در ایالات متحده بود. پس از تجدید موجودی در بریتانیا، فروش پروفسور لیتون ۵۴٪ افزایش یافت و از رتبه دهم به رتبه چهارم رسید. این بازی از انجمن ناشران نرم‌افزار سرگرمی و اوقات فراغت (ELSPA) جایزه فروش "پلاتینی" دریافت کرد، که نشان‌دهنده فروش حداقل ۳۰۰,۰۰۰ نسخه در بریتانیا است.

### جوایز
پروفسور لیتون و دهکده اسرارآمیز در سال ۲۰۰۸ جایزه بهترین بازی دستی را در جوایز ویدئو گیم اسپایک دریافت کرد، و از سوی GameSpy به عنوان بهترین بازی نینتندو DS سال ۲۰۰۸ انتخاب شد. این بازی همچنین از سوی GameSpy به‌عنوان دهمین بازی برتر سال ۲۰۰۸ شناخته شد. در مارس ۲۰۰۹، این بازی جایزه بهترین بازی دستی را در جوایز ویدیو گیم بفتا دریافت کرد. همچنین در جوایز بازی ویدیویی سال ۲۰۰۸ IGN نامزد بهترین بازی معمایی برای نینتندو DS شد، و در سال ۲۰۰۸ نامزد جایزه بفتای کودکان برای بازی ویدیویی شد. این بازی جایزه بهترین بازی DS سال ۲۰۰۸ را از Giant Bomb نیز دریافت کرد و همچنین توسط Eurogamer به عنوان پانزدهمین بازی برتر سال ۲۰۰۸ انتخاب شد. این بازی همچنین در مجله نینتندو پاور به عنوان "بهترین بازی معمایی سال" انتخاب شد. در فوریه ۲۰۰۹، پروفسور لیتون و دهکده اسرارآمیز در اولین مراسم اهدای جوایز Aggie Awards از سوی Adventure Gamers جایزه بهترین بازی ماجراجویی کنسول/دستی را دریافت کرد. همچنین در جوایز G-phoria شبکه G4 برای بهترین بازی دستی سال ۲۰۰۸ نامزد شد. در جوایز دستاوردهای تعاملی سالانه ۱۲ام، آکادمی علوم و هنرهای تعاملی این بازی را برای "بازی دستی سال"، "بازی غیر رسمی سال" و "دستاورد برجسته در داستان اصلی" نامزد کرد.
در سال ۲۰۱۱، Adventure Gamers پروفسور لیتون را در رتبه ۴۷ام بهترین بازی ماجراجویی منتشر شده قرار داد.